# Міжконтинентальний кубок з футболу 1981
Двадцятий розіграш Міжконтинентального кубка відбувся 13 грудня 1981 року в Токіо. Вдруге проходив у столиці Японії. Найкращим гравцем матчу було визнано лідера бразильської команди Зіко. Його відвідало 62 000 глядачів.

## Претенденти
Трофеї англійського «Ліверпуля»:
- Кубок європейських чемпіонів (3): 1977, 1978, 1981.
- Кубок УЄФА (2): 1973, 1976.
- Суперкубок Європи (1): 1977.
- Чемпіонат Англії (12): 1901, 1906, 1922, 1923, 1947, 1964, 1966, 1973, 1976, 1977, 1979, 1980.
- Кубок Англії (2): 1965, 1974.
- Кубок Футбольної ліги (1): 1981.
- Суперкубок Англії (8): 1964, 1965, 1966, 1974, 1976, 1977, 1979, 1980.

Чемпіони світу 1966 року в складі національної збірної: Джеррі Берн, Іан Каллаган і Роджер Гант.
Найбільше матчів у Футбольній лізі провели: Іан Каллаган (640), Біллі Лідделл (492), Емлін Г'юз (474), Рей Клеменс (470), Томмі Сміт (467), Ілайша Скотт (430), Кріс Лоулер (406), Роджер Гант (404), Дональд Мак-Кінлі (393).
Кращі бомбардири команди в першому дивізіоні: Гордон Годжсон (233), Роджер Гант (168), Гаррі Чамберс (135), Дік Форшоу (116), Джек Паркінсон (104), Сем Рейбоулд (100), Біллі Лідделл (97), Джек Балмер (94), Іан Сент-Джон (77),  (77).
Кращі бомбардири у Футбольній лізі: Роджер Гант (245), Гордон Годжсон (233), Біллі Лідделл (215), Гаррі Чамберс (135), Джек Паркінсон (123).
Трофеї бразильського «Фламенго»:
- Кубок Лібертадорес (1): 1981[en].
- Чемпіонат Бразилії (1): 1980[en].
- Турнір Ріо — Сан-Паулу (1): 1961[pt].
- Чемпіонат штату Ріо-де-Жанейро (21): 1914[pt], 1915, 1920, 1921, 1925, 1927, 1939, 1942, 1943, 1944, 1953, 1954, 1955, 1963, 1965, 1972[pt], 1974, 1978[pt], 1979 (І)[pt], 1979 (ІІ)[pt], 1981[pt].

Чемпіони світу в складі національної збірної: Маріо Загалло, Муасір, Жоел, Діда і Бріто.
Кращі бомбардири в історії клубу: Зіко (395), Діда (244), Енріке Фраде (214), Сільвіо Пірільйо (201), Жарбас Батіста (154), Леонідас да Сілва (153), Зізінью (146), Індіо (142). Найвлучніший голеадор в чемпіонатах Бразилії: Зіко (85).

## Турнірний шлях
Кубок європейських чемпіонів 1980—1981:
| №                                                | Раунд | Команда 1    | Рахунок | Команда 2       | Автори голів                                                         |
| ------------------------------------------------ | ----- | ------------ | ------- | --------------- | -------------------------------------------------------------------- |
| 1                                                | 1/16  | ОПС (Оулу)   | 1:1     | «Ліверпуль»     | … — Макдермот                                                        |
| 2                                                | 1/16  | «Ліверпуль»  | 10:1    | ОПС (Оулу)      | Сунесс (3), Макдермот (3), Лі, Рей Кеннеді, Фейрклаф (2) — Армстронг |
| 3                                                | 1/8   | «Абердин»    | 0:1     | «Ліверпуль»     | Макдермот                                                            |
| 4                                                | 1/8   | «Ліверпуль»  | 4:0     | «Абердин»       | Міллер (а/г), Ніл, Далгліш, Гансен                                   |
| 5                                                | 1/4   | «Ліверпуль»  | 5:1     | ЦСКА (Софія)    | Сунесс (3), Лі, Макдермот — Йончев                                   |
| 6                                                | 1/4   | ЦСКА (Софія) | 0:1     | «Ліверпуль»     | Джонсон                                                              |
| 7                                                | 1/2   | «Ліверпуль»  | 0:0     | «Баварія»       |                                                                      |
| 8                                                | 1/2   | «Баварія»    | 1:1     | «Ліверпуль»     | Румменігге — Рей Кеннеді                                             |
| 9                                                | Фінал | «Ліверпуль»  | 1:0     | «Реал» (Мадрид) | Алан Кеннеді                                                         |
| Усього: 6 перемог, 3 нічиї, різниця м'ячів 24:4. |       |              |         |                 |                                                                      |

Кубок Лібертадорес 1981:
| №                                                            | Раунд              | Команда 1           | Рахунок | Команда 2           | Автори голів                                          |
| ------------------------------------------------------------ | ------------------ | ------------------- | ------- | ------------------- | ----------------------------------------------------- |
| 1                                                            | Група 3            | «Атлетіко Мінейро»  | 2:2     | «Фламенго»          | Едер (2) — Нуньєс, Марінью                            |
| 2                                                            | Група 3            | «Фламенго»          | 5:2     | «Серро Портеньйо»   | Зіко (2), Баронінью, Нуньєс (2) — Хіменес, Дос Сантос |
| 3                                                            | Група 3            | «Фламенго»          | 1:1     | «Олімпія»           | Аділіо — Солалінде                                    |
| 4                                                            | Група 3            | «Фламенго»          | 2:2     | «Атлетіко Мінейро»  | Нуньєс, Тіта — Палінья, Рейналдо                      |
| 5                                                            | Група 3            | «Серро Портеньйо»   | 2:4     | «Фламенго»          | Акост, Хіменес — Баронінью, Зіко (3)                  |
| 6                                                            | Група 3            | «Олімпія»           | 0:0     | «Фламенго»          |                                                       |
| 7                                                            | Півфінал (група А) | «Депортіво» (Калі)  | 0:1     | «Фламенго»          | Нуньєс                                                |
| 8                                                            | Півфінал (група А) | «Хорхе Вільстерман» | 1:2     | «Фламенго»          | Мелгар — Баронінью, Аділіо                            |
| 9                                                            | Півфінал (група А) | «Фламенго»          | 3:0     | «Депортіво» (Калі)  | Зіко (2), Чіквінью                                    |
| 10                                                           | Півфінал (група А) | «Фламенго»          | 4:1     | «Хорхе Вільстерман» | Нуньєс, Аділіо, Ансельмо, Чіквінью — Тарборга         |
| 11                                                           | Фінал              | «Фламенго»          | 2:1     | «Кобрелоа»          | Зіко (2) — Мерельйо                                   |
| 12                                                           | Фінал              | «Кобрелоа»          | 1:0     | «Фламенго»          | Мерельйо                                              |
| 13                                                           | Фінал              | «Фламенго»          | 2:0     | «Кобрелоа»          | Зіко (2)                                              |
| Усього: 8 перемог, 4 нічиї, 1 поразка, різниця м'ячів 28:13. |                    |                     |         |                     |                                                       |

## Деталі
| 13 грудня 1981 12:00 (JST) |

| «Ліверпуль» | 0–3  | «Фламенго»                 |
| ----------- | ---- | -------------------------- |
|             | звіт | Нуньєс 12', 41' Аділіо 34' |

| Національний стадіон (Токіо) Глядачів: 62,000 Арбітр: Рубіо Васкес (Мексика) |

| «Ліверпуль» | «Фламенго» |

|            |    |                 |     |
|            |    |                 |     |
| ВР         | 1  | Брюс Гроббелар  |     |
| ЗХ         | 2  | Філ Ніл         |     |
| ЗХ         | 4  | Філ Томпсон     |     |
| ЗХ         | 6  | Алан Гансен     |     |
| ЗХ         | 3  | Марк Лоуренсон  |     |
| ПЗ         | 14 | Семмі Лі        |     |
| ПЗ         | 10 | Террі Макдермот | 51' |
| ПЗ         | 11 | Грем Сунесс     |     |
| ПЗ         | 5  | Рей Кеннеді     |     |
| НП         | 7  | Кенні Далгліш   |     |
| НП         | 16 | Крейг Джонстон  |     |
| Запасні:   |    |                 |     |
| ВР         | 13 | Стів Огризович  |     |
| ЗХ         | 15 | Алан Кеннеді    |     |
| ПЗ         | 17 | Кевін Шиді      |     |
| ПЗ         | 8  | Ронні Велан     |     |
| НП         | 12 | Девід Джонсон   | 51' |
| Тренер:    |    |                 |     |
| Боб Пейслі |    |                 |     |

|                  |    |                |  |
|                  |    |                |  |
| ВР               | 1  | Рауль Плассман |  |
| ЗХ               | 2  | Леандро        |  |
| ЗХ               | 13 | Маріньйо       |  |
| ЗХ               | 4  | Карлос Мозер   |  |
| ЗХ               | 5  | Жуніор         |  |
| ПЗ               | 6  | Андраде        |  |
| ПЗ               | 8  | Аділіо         |  |
| ПЗ               | 10 | Артур Зіко     |  |
| НП               | 7  | Тіта           |  |
| НП               | 9  | Нуньєс         |  |
| НП               | 11 | Ліко           |  |
| Запасні:         |    |                |  |
| ВР               | 12 | Кантареле      |  |
| ЗХ               | 3  | Фігейреду      |  |
| НП               | 15 | Пеу            |  |
| НП               | 16 | Баронінью      |  |
| ПЗ               | 17 | Ней Діас       |  |
| Тренер:          |    |                |  |
| Пауло Карпеджані |    |                |  |